# Lukas Bengtsson
Lukas Nicke Arne Bengtsson, född 14 april 1994 i Huddinge församling, är en svensk professionell ishockeyspelare som spelar för EV Zug i NL. Bengtssons moderklubb är Huddinge IK, men han gjorde seniordebut med Mora IK i Hockeyallsvenskan säsongen 2011/12. Efter ytterligare tre säsonger i Mora, där han bland annat tilldelades Guldgallret 2014, lämnade han klubben för spel med Frölunda HC i SHL. Efter att ha vunnit SM-guld med Frölunda 2016, skrev han ett tvåårsavtal med NHL-klubben Pittsburgh Penguins. Han fick dock istället tillbringa de två efterföljande säsongerna med Penguins farmarklubb Wilkes-Barre/Scranton Penguins i AHL.
Inför säsongen 2018/19 återvände han till Sverige och spelade en säsong för Linköping HC. De tre efterföljande säsongerna spelade Bengtsson i KHL, först för SKA Sankt Petersburg därefter för HK Dinamo Minsk. Säsongen 2022/23 återvände han till SHL och vann sitt andra SM-guld, med Växjö Lakers HC. Inför säsongen 2023/24 värvades han till den schweiziska klubben EV Zug.
Bengtsson debuterade i Tre Kronor i november 2018 och har representerat Sverige vid två VM; 2024 tog han ett brons. Som junior spelade han ett JVM där han 2014 tog ett silver.

## Karriär

### Klubblag

#### 2011–2018: Mora IK, Frölunda HC och AHL
Bengtsson började spela ishockey med moderklubben Huddinge IK. Han spelade ungdomshockey i Djurgårdens IF, men flyttade vid 16 års ålder till Mora, för spel i Mora IK:s juniorverksamhet. Bengtsson gjorde A-lagsdebut med Mora i Hockeyallsvenskan under säsongen 2011/12 då han spelade tre matcher för klubben. Han fick än mer förtroende i A-laget säsongen därpå och gjorde också sina första poäng för laget. På 22 matcher i Hockeyallsvenskan noterades han för fyra poäng (ett mål, tre assist). I december 2012 skrev han ett treårsavtal med Mora. Säsongen 2013/14 var han ordinarie i Moras seniorlag och var lagets poängmässigt främste back med 33 poäng på 45 matcher (13 mål, 20 assist). Hockeyallsvenskan och Viasat Hockey utsåg Bengtsson till pristagare av Guldgallret, som går till seriens bästa junior. Säsongen 2014/15 utsågs Bengtsson till assisterande lagkapten i Mora IK. I lagets interna poängliga slutade han tvåa, efter Kevin Mitchell, med 31 poäng på 43 matcher (8 mål, 23 assist).
I slutet av januari 2015 bekräftades det att Bengtsson skulle komma att ansluta till Frölunda HC i SHL då Mora spelat klart för säsongen. Bengtsson gjorde SHL-debut under SM-slutspelet den 20 mars 2015. Han gjorde sitt första SHL-mål i den första matchen i semifinalserien mot Växjö Lakers HC den 29 mars samma år, på Cristopher Nihlstorp, i en 4–1-seger. Laget besegrades till slut av Växjö med 4–2 i matcher och på nio slutspelsmatcher noterades Bengtsson för fyra poäng (ett mål, tre assist). Under den nästföljande säsongen missade Bengtsson en stor del av grundserien på grund av en knäskada. Totalt spelade han 30 grundseriematcher där han producerade 14 poäng (sju mål, sju assist). Under slutspelet slog Frölunda ut Djurgårdens IF och Luleå HF i kvarts- respektive semifinal. I finalen ställdes man mot Skellefteå AIK och vann serien med 4–1 i matcher. Tidigare under säsongen vann laget också Champions Hockey League.
Vid säsongens slut tecknade Bengtsson den 27 april 2016 ett tvåårigt kontrakt på ingångsnivå med NHL-klubben Pittsburgh Penguins. Bengtsson missade den större delen av säsongen på grund av sjukdomen POTS. Han spelade endast 16 matcher för Penguins farmarlag Wilkes-Barre/Scranton Penguins i AHL. Den 13 november 2016 gjorde han AHL-debut och gjorde sedan sitt första mål i AHL den 16 december samma år, på John Muse, i en 4–1-seger mot Rochester Americans. Även under sin andra säsong i Nordamerika fick Bengtsson spela med Wilkes-Barre/Scranton i AHL. Han missade ett antal matcher på grund av en skada och noterades för 15 assistpoäng på  37 matcher.

#### Från 2018: Återkomst till Sverige, KHL och NL
Den 18 maj 2018 meddelades det att Bengtsson återvänt till SHL då han skrivit ett treårsavtal med Linköping HC. Under sin första säsong i klubben var Bengtsson lagets poängmässigt bästa back då han noterades för 24 poäng på 42 grundseriematcher (7 mål, 17 assist). I maj 2019 bekräftades det att Bengtsson brutit sitt avtal med Linköping.
Senare samma månad, den 21 maj, meddelades det att han skrivit ett tvåårsavtal med SKA Sankt Petersburg i KHL. Bengtsson gjorde KHL-debut den 2 september 2019 i en match mot Metallurg Magnitogorsk. I samma match ådrog han sig en fraktur på nyckelbenet. När han sedan gjorde comeback efter skadan gjorde han sitt första KHL-mål, på Konstantin Shostak, i en 4–3-seger mot Severstal Cherepovets den 17 december 2019. På 26 grundseriematcher noterades Bengtsson för 13 poäng, varav två mål.
Den 14 maj 2020 meddelades det att Bengtsson förlängt sitt avtal med Sankt Petersburg med ytterligare två säsonger. Under sin andra säsong i KHL noterades han för 20 poäng på 39 grundseriematcher, varav fyra mål. Det gav honom en andraplats bland backarna i lagets interna poängliga. I slutspelet slogs laget ut i semifinal av HK CSKA Moskva med 4–2 i matcher. På tolv slutspelsmatcher stod Bengtsson för tre poäng. Den 16 juni 2021 meddelades det att SKA Sankt Petersburg bytt bort Bengtsson till HK Dinamo Minsk mot Stsjapan Falkoŭski. Bengtsson spelade 42 grundseriematcher för Minsk och var lagets näst bästa back poängmässigt sett då han noterades för 19 poäng, varav 4 mål.
Den 10 maj 2022 bekräftades det att Bengtsson återvänt till Sverige för spel i SHL, då han skrivit ett treårskontrakt med Växjö Lakers HC. Han gjorde därefter sin dittills poängmässigt bästa grundserie i SHL då han på 48 matcher noterades för 30 poäng. Med tolv mål var han den bästa målskytten bland lagets backar. Växjö vann grundserien och tog sig till SM-final genom att slå ut Luleå HF (4–3) och Frölunda HC (4–2) i kvarts- respektive semifinal. Bengtsson tog sedan sitt andra SM-guld då Skellefteå AIK besegrades i finalserien med 4–1 i matcher. I slutspelet var han tillsammans med Robert Rosén Växjös poängmässigt bästa spelare då han på 18 matcher noterades för nio poäng (ett mål, åtta assist).
Redan innan SM-slutspelet 2023 bekräftade den schweiziska klubben EV Zug i NL i februari samma år att man skrivit ett tvåårsavtal med Bengtsson. Bengtsson hade två år kvar på sitt avtal med Växjö, men valde att nyttja en klausul för spel utomlands. Bengtsson gjorde debut i NL den 15 september 2023 i en match mot EHC Kloten. Samma månad, den 23 september, noterades han för sitt första mål, på Adam Reideborn, i en 3–2-seger mot SC Bern. Med 29 poäng i grundserien var Bengtsson lagets poängmässigt bästa back. Tillsammans med Marc Michaelis vann han också den interna assistligan i Zug (24). I slutspelet vann Zug kvartsfinalserien mot SC Bern med 4–3, innan man besegrades mot ZSC Lions i semifinal med 4–0 i matcher. På dessa elva matcher stod Bengtsson för två mål och fem assist.
Den 1 maj 2024 bekräftades det att Bengtsson förlängt sitt avtal med Zug med ytterligare två säsonger. Inför säsongen 2024/25 utsågs han till en av lagets assisterande kaptener. För andra säsongen i följd vann han Zugs interna poängliga bland backarna och slutade på elfte plats i backarnas poängliga. På 40 grundseriematcher stod han för 24 poäng, varav sju mål. Laget slutade på fjärde plats i grundserien och slogs därefter ut i kvartsfinal av HC Davos i fyra raka matcher. Bengtsson missade dock sluttampen av grundserien och slutspelet då han i slutet av februari ådrog sig en skada.

### Landslag

#### 2014: Juniorlandslag
Bengtsson deltog i JVM i Malmö 2014. Sverige gick obesegrade genom gruppspelet och slog sedan ut Slovakien och Ryssland i kvarts- respektive semifinal. I finalen ställdes man mot Finland vilka man förlorade mot efter förlängningsspel, med 2–3. Sverige tilldelades ett silver och på sju spelade matcher noterades Bengtsson för tre poäng (ett mål, två assist).

#### Från 2018: A-landslaget
Bengtsson gjorde A-landslagsdebut under Karjala Tournament den 8 oktober 2018 i en 2–3-seger mot Tjeckien. I samma match gjorde han sin första poäng i A-landslaget då han assisterade till ett mål av Nick Sörensen. Den 21 januari 2022 bekräftades det att Bengtsson blivit uttagen att spela OS i Peking. Sverige slutade på andra plats i sin grupp och besegrade därefter Kanada i kvartsfinal. Efter en 2–1-förlust mot Ryssland efter straffläggning i semifinalen, föll man också i bronsmatchen mot Slovakien med 4–0. På sex spelade matcher noterades Bengtsson för ett mål och en assistpoäng.
Bengtsson blev uttagen att spela sitt första VM 2023 i Finland/Lettland. Sverige förlorade endast en av sina sju matcher i gruppspelet och slutade på andra plats i Grupp A. I slutspelet ställdes man mot värdnationen Lettland och förlorade matchen med 3–1. Bengtsson spelade samtliga åtta matcher och noterades för en assistpoäng. Han spelade därefter också VM 2024 i Tjeckien. Sverige gick obesegrade genom gruppspelet och vann Grupp B. Efter seger mot Finland i kvartsfinal (2–1) besegrades man i semifinal av värdnationen med 7–3. Bengtsson tilldelades ett brons sedan Sverige besegrat Kanada med 4–2 i matchen om tredjepris. På tio matcher stod Bengtsson för två assistpoäng.

## Statistik

### Klubblag
| 2011–12                  | Mora IK                  | HA                       | 3   | 0  | 0  | 0  | 0  | —  | — | —  | —  | —  |
| 2012–13                  | Mora IK                  | HA                       | 22  | 1  | 3  | 4  | 2  | —  | — | —  | —  | —  |
| 2013–14                  | Mora IK                  | HA                       | 45  | 13 | 20 | 33 | 10 | 5  | 2 | 3  | 5  | 0  |
| 2014–15                  | Mora IK                  | HA                       | 43  | 8  | 23 | 31 | 10 | 5  | 0 | 2  | 2  | 2  |
| 2014–15                  | Frölunda HC              | SHL                      | —   | —  | —  | —  | —  | 9  | 1 | 3  | 4  | 2  |
| 2015–16                  | Frölunda HC              | SHL                      | 30  | 7  | 7  | 14 | 12 | 12 | 2 | 5  | 7  | 0  |
| 2016–17                  | WBS Penguins             | AHL                      | 16  | 1  | 5  | 6  | 6  | —  | — | —  | —  | —  |
| 2017–18                  | WBS Penguins             | AHL                      | 37  | 0  | 15 | 15 | 8  | 3  | 0 | 1  | 1  | 0  |
| 2018–19                  | Linköping HC             | SHL                      | 42  | 7  | 17 | 24 | 12 | 3  | 0 | 1  | 1  | 0  |
| 2019–20                  | SKA Sankt Petersburg     | KHL                      | 26  | 2  | 11 | 13 | 8  | 4  | 1 | 2  | 3  | 4  |
| 2020–21                  | SKA Sankt Petersburg     | KHL                      | 39  | 4  | 16 | 20 | 10 | 12 | 1 | 2  | 3  | 8  |
| 2021–22                  | HK Dinamo Minsk          | KHL                      | 42  | 4  | 15 | 19 | 14 | —  | — | —  | —  | —  |
| 2022–23                  | Växjö Lakers HC          | SHL                      | 48  | 12 | 18 | 30 | 10 | 18 | 1 | 8  | 9  | 2  |
| 2023–24                  | EV Zug                   | NL                       | 48  | 5  | 24 | 29 | 10 | 11 | 2 | 5  | 7  | 6  |
| 2024–25                  | EV Zug                   | NL                       | 40  | 7  | 17 | 24 | 14 | —  | — | —  | —  | —  |
| SHL totalt               | SHL totalt               | SHL totalt               | 120 | 26 | 42 | 68 | 34 | 39 | 4 | 16 | 20 | 4  |
| Hockeyallsvenskan totalt | Hockeyallsvenskan totalt | Hockeyallsvenskan totalt | 113 | 22 | 46 | 68 | 22 | 10 | 2 | 5  | 7  | 2  |
| KHL totalt               | KHL totalt               | KHL totalt               | 107 | 10 | 42 | 52 | 32 | 16 | 2 | 4  | 6  | 12 |
| NL totalt                | NL totalt                | NL totalt                | 88  | 12 | 41 | 53 | 24 | 11 | 2 | 5  | 7  | 6  |
| AHL totalt               | AHL totalt               | AHL totalt               | 53  | 1  | 20 | 21 | 14 | 3  | 0 | 1  | 1  | 0  |

### Internationellt
| År            | Lag           | Turnering     | Matcher | Mål | Assists | Poäng | Utv. |
| ------------- | ------------- | ------------- | ------- | --- | ------- | ----- | ---- |
| 2014          | Sverige       | JVM           | 7       | 1   | 2       | 3     | 0    |
| 2022          | Sverige       | OS            | 6       | 1   | 1       | 2     | 0    |
| 2023          | Sverige       | VM            | 8       | 0   | 1       | 1     | 2    |
| 2024          | Sverige       | VM            | 10      | 0   | 2       | 2     | 0    |
| Junior totalt | Junior totalt | Junior totalt | 7       | 1   | 2       | 3     | 0    |
| Senior totalt | Senior totalt | Senior totalt | 24      | 1   | 4       | 5     | 2    |